# Лепаж, Камиль
Ками́ль Лепа́ж (фр. Camille Lepage; 28 января 1988, Анже, Мен и Луара — 12 мая 2014, Буар, Нана-Мамбере) — французская фотожурналистка, которая была убита джихадистской группировкой во время конфликта в Центральноафриканской Республике. Её смерть стала первым случаем гибели западного журналиста в этом конфликте.

## Биография
После получения среднего образования в колледже Сен-Мартен в Анжере, Лепаж продолжила изучать журналистику в Саутгемптонском университете, закончила год обучения по программе Эразмус в Утрехтском университете прикладных наук в Нидерландах.
Позже она специализировалась на фото-журналистике и работала в Африке — в Египте, Южном Судане и Центральноафриканской Республике. После получения диплома в Саутгемптоне она переехала в столицу Южного Судана Джубе (июль 2012 года), за полтора года до прибытия в Банги (столица ЦАР), где она провела последние несколько месяцев своей жизни. Она рассказала о своих интересах в конфликтах и фотожурналистике в интервью за год до её смерти, где её спросили о её главных моментах в её карьере на сегодняшний день, и она ответила: «Не уверена, что я могу говорить о своей» карьере «прямо сейчас, Я все еще только начинаю! Я нахожу удивительным возможность путешествовать, вероятно, в самые отдаленные районы, повсюду встречать замечательных людей и иметь возможность запечатлевать их». Она была известным Фотокорреспондентом и её работы были опубликованы в The New York Times, The Guardian, Le Monde, The Washington Post, Der Spiegel, Libération, Le Nouvel Observateur, La Croix, The Sunday Times, The Wall Street Journal. Vice Magazine, Al Jazeera и широко использовался BBC. Она также сотрудничала в нескольких неправительственных организациях, включая: WFP, Enough Project, ЮНЕСКО, Internews, Crown Agents, Deloitte, Amnesty International и Médecins sans Frontières.
Лепаж страстно говорила о серьёзности новостей о конфликте в Центрально-африканской Республике, которые не освещаются в основных средствах массовой информации: «Я не могу согласиться с тем, что трагедии людей замалчиваются просто потому, что на них никто не может заработать деньги», — сказала она. «Я решила сделать это сама и пролить на них свет, несмотря ни на что».
Лепаж была убита во время отчетной поездки в Хамадагазу в Гбамбии примерно в 60 км к западу от города Буар 12 мая 2014 года. Солдаты французской операции «Сангарис» нашли её тело 13 мая 2014 года в грузовике христианских антибалакских ополченцев на дороге Буар-Бозум.